# Jan Peter
Pour les articles homonymes, voir Peter.
Jan Peter, né le 20 novembre 1968 à Mersebourg (alors en République démocratique allemande), est un réalisateur, scénariste, producteur de télévision et showrunner allemand, occasionnellement metteur en scène d'opéra.
Ses œuvres les plus connues incluent les séries dramatiques documentaires 1918-1939 : Les Rêves brisés de l'entre-deux-guerres et 14 - Des armes et des mots, le long métrage documentaire Frédéric II, roi de Prusse (Friedrich - Ein deutscher König), le docudrame Die geheime Inquisition et le film documentaire Der Rebell.

## Filmographie partielle

### Au cinéma
- 1999 : Die Macht der Stunde - Geschichte der Zeitmessung
- 1999 : Hinter dem Regenbogen
- 2009 : Breathless: Dominance of the Moment (cy)

### À la télévision
- 1999 : Aufstand der Träumer - 3 Tage im August (téléfilm)
- 2001 : Nach Hitler - Radikale Rechte rüsten auf (série documentaire télévisée)
- 2003 : Die geheime Inquisition (téléfilm)
- 2003 : Hexen - Magie, Mythen und die Wahrheit 3 epis (série documentaire télévisée)
- 2005 : Mätressen - Die geheime Macht der Frauen (mini-série télévisée, 3 épisodes)
- 2006 : Wir erobern uns die Nacht zurück (téléfilm documentaire)
- 2006 : Der 'Rebell' - Neonazi, Terrorist, Aussteiger (de) (téléfilm documentaire)
- 2007 : Unsere Heimat (de) (série documentaire télévisée)
- 2008 : Imperium (série documentaire télévisée, 2 épisodes)
- 2009 : Mein Mauerfall (téléfilm documentaire)
- 2009 : Deutsche und Deutsche - Sind wir ein Volk? (téléfilm documentaire)
- 2009 : Mein Deutschland (série documentaire télévisée, 3 épisodes)
- 2010 : Damals nach der DDR (série documentaire télévisée, 4 épisodes)
- 2010 : Ernst Reuter - Ein zerrissenes Leben (téléfilm documentaire)
- 2012 : Kinder des Ostens (documentaire télévisé spécial)
- 2012 : Frédéric II, roi de Prusse (Friedrich - Ein deutscher König, téléfilm documentaire)
- 2014 : 14 - Des armes et des mots (mini-série télévisée, 3 épisodes) (3 × 60 minutes) BBC2[2]
- 2014 : 14 – Tagebücher des Ersten Weltkriegs (14 – Tagebücher des Ersten Weltkriegs, mini-série télévisée, 8 épisodes), ARTE/ARD (8×52 minutes ou 4×45 minutes)[3]
- 2014 : 14 War Stories (8 × 52 minutes) Netflix États-Unis[4]
- 2015 : Geheimauftrag Pontifex: Der Vatikan im Kalten Krieg (téléfilm documentaire)
- 2018 : 1918-1939 : Les Rêves brisés de l'entre-deux-guerres (mini-série télévisée, 8 épisodes), ARTE/ARD/SVT/TVP (8×52 minutes ou 3×90 minutes)
- 2020 : Rohwedder – Einigkeit und Mord und Freiheit (de) (4x40 minutes) Netflix Original (réalisateur, avec Georg Tschurtschenthaler)[5] (mini-série télévisée documentaire, 4 épisodes)
- 2021 : Deutschland 9/11 (documentaire télévisé spécial),Médiathèque ARD, (4x22 minutes)
- 2022 : Der letzte Flug - Ein deutsches Geheimnis (téléfilm documentaire)

## Récompenses (sélection)

### Lauréat
- Prix de la télévision bavaroise
- Prix Robert Geisendörfer[6]
- Documentation du prix des médias civiques 2002
- Prix Civis Media Fiction 2019[7]
- Prix des festivals de New York, médaille d'or mondiale
- Prix platine du Festival international du film de Houston, Houston Texas
- Grand Prix du 12 Festival international du film documentaire de Sébastopol[8]
- Prix des médias Hans Klein
- Prix de parrainage de la Fondation Hanns Seidel
- Prix Axel Springer pour les jeunes journalistes
- Prix du film d'entreprise allemand 2021 en bronze pour Rohwedder - Einigkeit und Mord und Freiheit[9]